# شين جين-وون
شين جين-وون (هانغل: 신진원) هو لاعب كرة قدم كوري جنوبي في مركز الوسط، ولد في 27 سبتمبر 1974 في كوريا الجنوبية. لعب مع تشونام دراغونز.

## وصلات خارجية
- شين جين-وون على موقع دوري كوريا الجنوبية (الإنجليزية)